# Diaugia angusta
Diaugia angusta är en tvåvingeart som beskrevs av Perty 1833. Diaugia angusta ingår i släktet Diaugia och familjen parasitflugor. Inga underarter finns listade i Catalogue of Life.